# فرانسوا كافانا

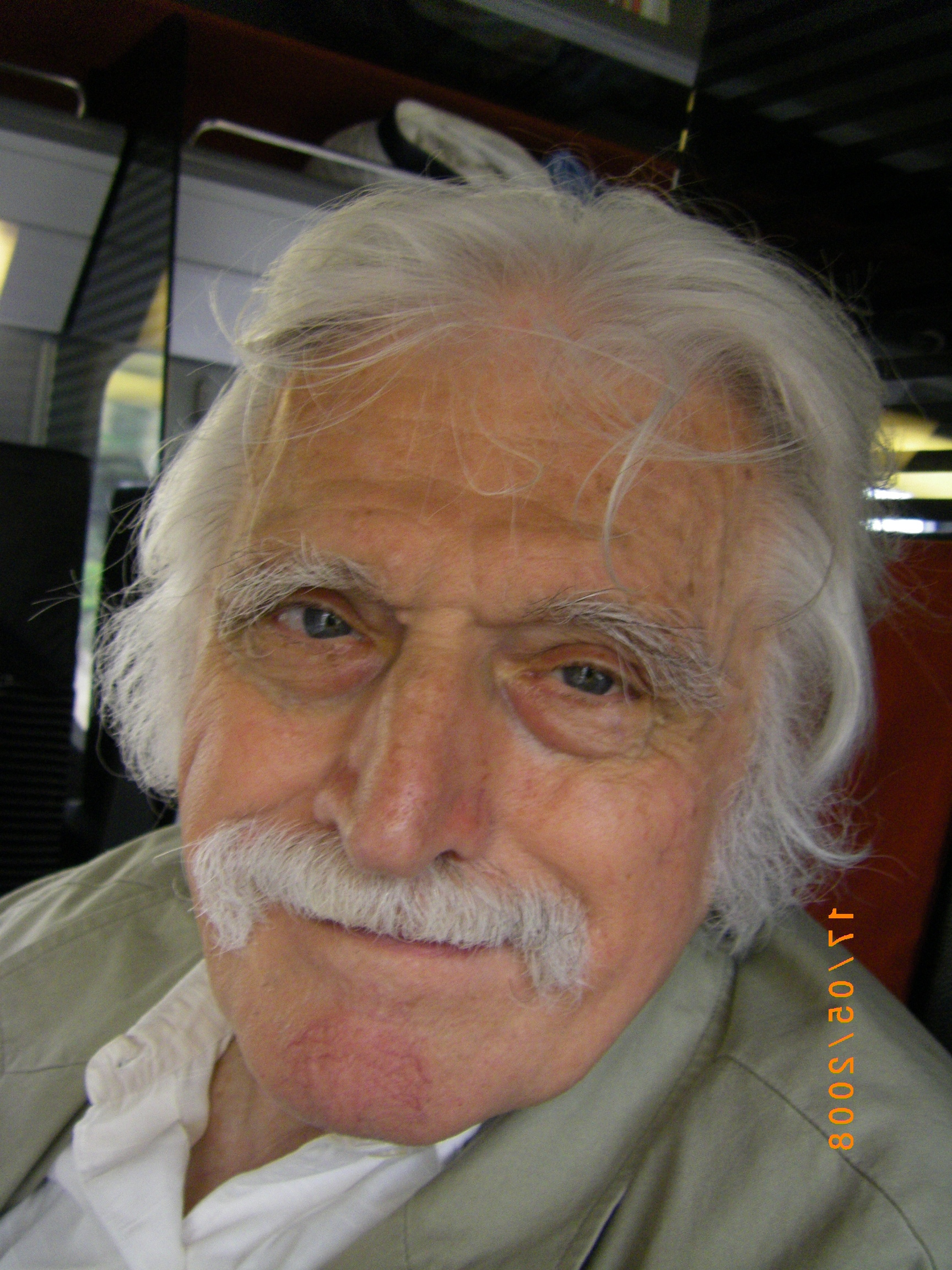
فرانسوا كافانا

فرانسوا كافانا (بالفرنسية: François Cavanna)‏ وهو كاتب من أصل إيطالي ولد في نوجان سير مارن (فرنسا) في
22 فبراير 1923.

## عائلته
نشأ فرانسوا كافانا في عائلة فقيرة لأب إيطالي يشتغل عامل بناء وأم فرنسية شغالة بالمنازل لكن رغم هذا كان تلميذا نجيبا يحب المطالعة حسب قصته (les Ritals) التي تعني الإيطاليين باللهجة الفرنسية العامة أنه كان كل يوم خميس وهو العطلة الأسبوعية بفرنسا في ذاك الزمن كان يذهب للمكتبة العمومية ليستعير كتابين لكن بالنسبة إليه كتابين غير كافيين فيذهب لأمه التي تشتغل بمنزل أحد الأثرياء ليأخذ مجموعة صحف ليقضي بها وقت فراغه

## حياته المدرسية
في فترة طفولته كان مولعا بالمطالعة وقد نجح في دراسته بالرغم من العوائق التي اعترضته ودرس بالمدرسة الابتدائية العليا ثم انقطع عن الدراسة ليشتغل في البريد وكان ذلك سنة 1939

## أعماله
ألف فرانسوا كافانا العديد من القصص والروايات في السيرة الذاتية مثل (Les Ritals) ورواية (les russkoffs) ورواية (Maria)، كما تولى تحرير مجلة شارلي إبدو في فترة 1969–1981.

## صحيفةتشارل أبيدو
أسست الصحيفة عام 1969 على يد فرانسوا كافانا تحت اسم هارا كيري، لكنَّ صحيفة هارا كيري الأسبوعية لم يكتمل إصدارها بعد إيقافها عام 1970 بسب الإساءة للذوق العام، كان سبب الحظر نشرها رسومًا مضحكة تعليقًا على وفاة الرئيس والجنرال الفرنسي شارل ديغول. فأثناء حدث وفاة الرئيس الفرنسي كان هناك حادث آخر: حرق كبير في ديسكو قتل أكثر من مائة إنسان، فصدرت الصحيفة بجملة على غلافها الرئيسي تسخر من موت الرئيس “رقص مأساوي، وحالة وفاة واحدة”.
بعد وقفها بيعت 80% من أسهمها بقيمة 300 ألف يورو، أنشأ فريقها صحيفة جديدة أسماها تشارلي إيبدو. كان اسم تشارلي إعادة لتصوير كارتون أمريكي يسمى تشارلي براون. تعثرت الصحيفة خلال مسيرتها فتوقفت عن الصدور لمدة عشرة أعوام منذ العام 1981 بسبب نقص في الموارد.

## نشر الرسوم المسيئة للنبي محمَّد
أعادت نشر الرسوم المسيئة للنبي محمَّد على أوراق الصحيفة الدنماركية يولاندس بوستن؟ صحيفة تشارلي إيبدو أعادت نشر هذه الرسومات عام 2006، بناءً على هذه الحادثة تقدمت مجموعة من المجموعات الإسلامية في فرنسا بدعوى قضائية ضد الصحيفة، لكنَّ المحكمة الفرنسية أصدرت حكمًا داعمًا للصحيفة معللةً ذلك بأنَّ الرسم الكاريكاتوري إنما استهدف الإرهابيين وليس المسلمين. باعت الصحيفة بسبب هذه الرسومات حوالي نصف مليون نسخة، العدد الطبيعي الذي تبيعه الصحيفة أسبوعيًا يتراوح بين 55 و75 ألف نسخة فقط.
لم تكن هذه هي الحادثة الوحيدة لنشر رسومات مسيئة للمسلمين. عام 2011 صدر عدد خاص من الصحيفة بعنوان “الشريعة” يتضمن آنذاك رسومًا مسيئة للنبي محمَّد. كان هذا بعد فوز حزب النهضة الإسلامية في الانتخابات في تونس. تم شراء كل نسخ هذا العدد خلال ساعات من نشره. ولكن بمجرد نشره كان مقر الصحيفة المكون من طابقين قد تم تفجيره، وتمت قرصنة موقعها الإلكتروني. في الأسبوع اللاحق نشرت الصحيفة رسمًا جديدًا يُظهر رسام كارتون مع مسلم ملتحٍ أمام المكاتب المحترقة بسبب التفجير، يقبلان بعضهما مع عبارة “الحب أقوى من الكراهية”!

## وصلات خارجية
- فرانسوا كافانا على موقع IMDb (الإنجليزية)
- فرانسوا كافانا على موقع ميوزك برينز (الإنجليزية)
- فرانسوا كافانا على موقع ديسكوغز (الإنجليزية)
- فرانسوا كافانا على موقع قاعدة بيانات الفيلم (الإنجليزية)